# 倪文俊
倪文俊（？—1357年），號蠻子，湖北沔陽（今沔陽縣）人。元末南方紅巾軍將領。

## 生平
至正初年，自沔陽遷居黃陂縣（今湖北省武漢市北），以漁為業，從徐壽輝起義，任元帥，壽輝建國天完，封倪文俊為太尉。
至正十五年（1355年）大破元威順王寬徹普化水軍於漢川（今湖北漢川縣）。
至正十六年（1356年）一月，倪文俊率軍攻占沔陽（今湖北沔陽），陳友諒投靠倪文俊。十二月，倪文俊攻陷岳州路，杀威顺王之子歹帖木儿。
至正十七年（1357年）九月，倪文俊謀害徐壽輝未成，逃奔黃州（今湖北黄冈县鄂城市北），陳友諒乘機襲殺倪文俊。